# Культурная инициатива
Советско-американский фонд «Культурная инициатива» — благотворительная организация, созданная в СССР в 1988 году на средства Джорджа Сороса.
Джордж Сорос начал организовывать благотворительный фонд в СССР в 1987 году. Вначале он пытался убедить возглавить фонд Андрея Сахарова. В итоге в правление фонда вошли историк Юрий Афанасьев, социолог Татьяна Заславская, писатель Валентин Распутин. 
16 мая 1988 года Советский фонд культуры, Советский фонд мира и Фонд Сороса (США) подписали соглашение о создании совместного фонда «Культурная инициатива».
Постановлением Совета министров СССР от 23 февраля 1989 г. №177 фонд был полностью освобождён от налогов и таможенных пошлин, получил невиданное до того в СССР право дарить гражданам и организациям печатно-множительное оборудование и компьютеры.
Первоначально (с сентября 1987 года по апрель 1989 года), двумя сопредседателями правления фонда были Сорос и Георг Мясников.
Затем главными организаторами работы фонда стали Владимир Аксёнов и Сергей Чернышев. Правление фонда состояло только из советских граждан и Сорос туда не входил. Экспертные советы и аппарат «Культурной инициативы» также состояли только из советских граждан. Представитель Сороса в фонде имел право вето, но ни разу им не воспользовался. 
Бюджет первого года работы фонда составил 1 миллион долларов США, второго — 5 миллионов, третьего — 25 миллионов долларов США. Правление объявляло программы, распределяло между ними бюджет и формировало экспертные комиссии, которые отбирали творческие инициативы, каждая из которых получала помощь в виде финансового гранта, оплаты зарубежной поездки или закупки необходимого оборудования. Дальше инициативная группа должна была продолжать работу самостоятельно. Так, в 1989 году фонд проанализировал свыше 5 тысяч заявок и осуществил финансирование около 200 проектов. Были реализованы программы «Экономическая инициатива», «Правовая культура», «Гражданское общество», программа грантов, поездок и приобретения оборудования для учёных, издательская и целый ряд других. По инициативе директора программы «Гражданское общество» Глеба Павловского фонд спонсировал распространение по всей стране компьютеров, ксероксов и факсов. 
Через несколько лет фонд прекратил работу, так как Сорос был недоволен тем, как он управлялся. По его словам, «открытое общество» строилось закрытым обществом людей с советским менталитетом. На смену фонду пришёл институт «Открытое общество». 